# Parco del Roccolo (Treviglio)
Il parco del Roccolo è un giardino naturale situato nella zona ovest di Treviglio.
Nella parte ricreativa, gestita dal Gruppo Alpini, si possono svolgere attività ludiche, pranzare, passeggiare liberamente; in alcuni momenti dell'anno (ad esempio a Pasquetta e a Ferragosto) presso la chiesetta del Roccolo viene celebrata la Santa Messa. 
È possibile inoltre effettuare visite guidate nella parte dell'Oasi naturalistica, in giornate dedicate, in particolare durante la stagione primaverile ed estiva. 
Il parco ospita numerose specie di alberi e arbusti autoctoni. Lungo tutto il lato ad est scorre l'asta, il fosso che fuoriesce dal fontanile e poi scorre verso sud, passando ai piedi della pittoresca chiesetta della Madonna degli Alpini, aperta saltuariamente ed utilizzata solo per le celebrazioni liturgiche più importanti.
Val la pena ricordare che la dizione "chiesetta degli alpini" è postuma di quasi un secolo post-costruzione e risalente ai primi anni '80 del ventesimo secolo dopo la nascita del parco nominato "degli Alpini". La Chiesetta del Roccolo, (così è sempre stata identificata nei ricordi dei trevigliesi), è stata infatti costruita nell'anno 1900 per volontà dei fratelli Carlo, Caterina, Davide e Giovanni Pescali in conseguenza di una radice a forma di croce rinvenuta nel loro campo e ritenuto evento prodigioso, e sino all'avvento del limitrofo parco ha sempre rappresentato un ameno luogo di devozione, preghiera, raccoglimento e pace immerso nella fiorente campagna trevigliese.
L'area ricreativa è gestita dal Gruppo Alpini di Treviglio, che in particolari ricorrenze e segnatamente a Ferragosto vi organizza una festa popolare con distribuzione di panini imbottiti, mentre l'area didattico-naturalistica è gestita dagli Amici del Parco del Roccolo in collaborazione col Gruppo Alpini.

## Territorio
Il parco del Roccolo ospita l'unico fontanile trevigliese con relativa "asta", cioè il fosso che consente all'acqua sorgiva di irrigare i campi nelle vicinanze.
Il fontanile è caratterizzato da un regime d'acqua stagionale: in inverno è pressoché asciutto, mentre in estate vi si possono misurare dai 2 ai 3 metri di acqua. Proprio a causa della stagionalità nel fontanile non possono esserci pesci ma solamente anfibi:
rane, tritoni e raganelle.
È possibile visitare l'oasi naturalistica, in cui è presente il fontanile, accompagnati dai volontari - guida. Presso il porticato didattico, su richiesta, è possibile utilizzare un grande pannello sonoro per ascoltare e imparare a distinguere i canti degli uccelli dell'oasi.

## Flora
Alla fine del XX secolo il gruppo alpini ha provvisto alla piantumazione di alcune piante, e in particolare di piante che possano divenire richiamo per la fauna avicola mediante la creazione di nidi artificiali. Tali piante andranno a ricoprire le porzioni di parco ancora scoperte, in quanto acquisite dai campi confinanti.
Tra le principali piante presenti nel parco, occorre saper distinguere fra tre categorie:
- le piante preesistenti alla piantumazione, ovvero risalenti al 1983;
- le specie arboree di nuova piantumazione, piantate cioè nel 1996;
- le specie arbustive di nuova piantumazione, anch'essi piantati nel 1996.

### Piante piantumate nel 1983
Le piante più antiche del parco, piantumate nel 1983, e quindi preesistenti alla gran parte delle piantumazioni, avvenute nel 1996, abbiamo:

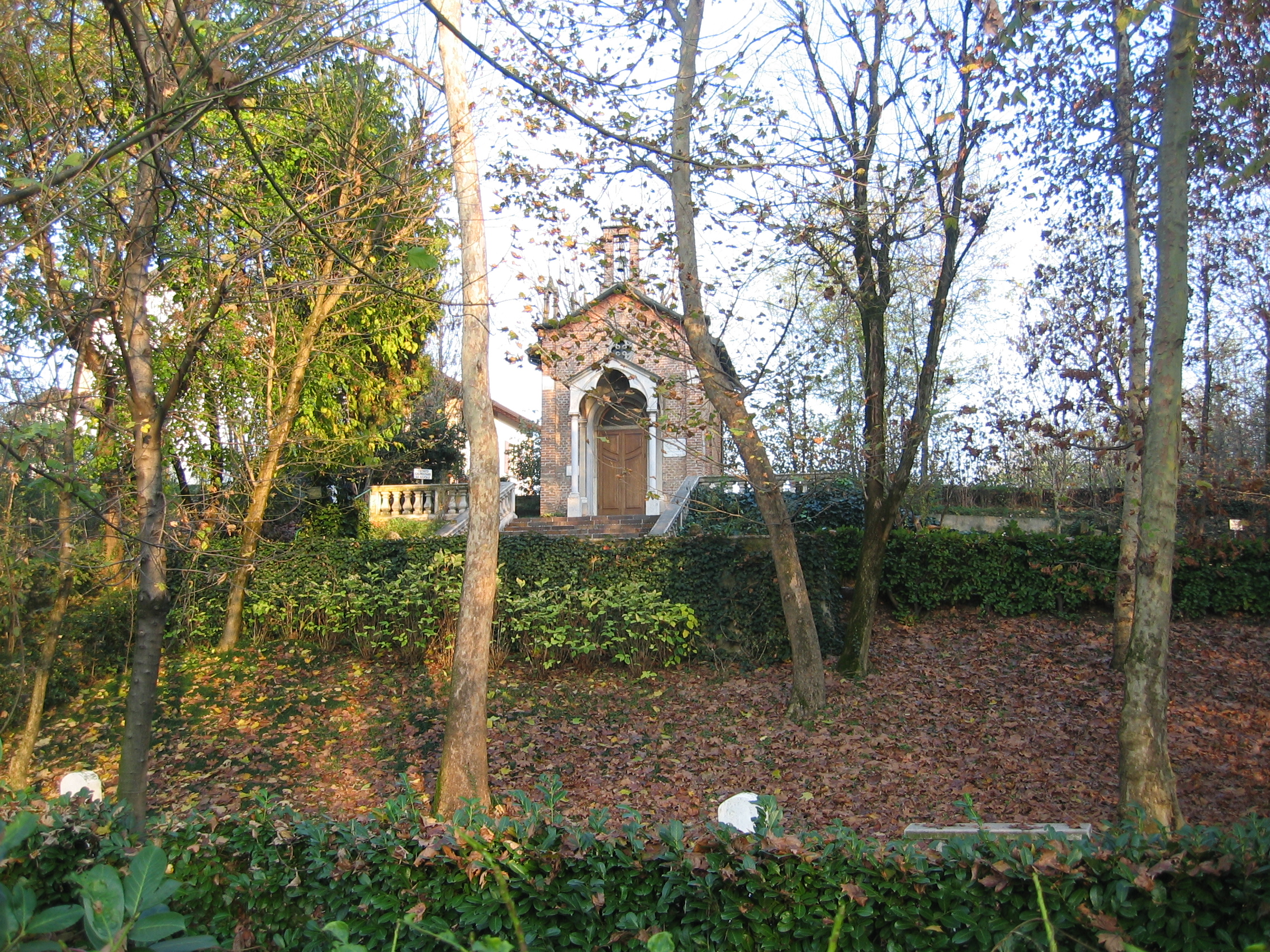
La chiesetta della Madonna degli alpini

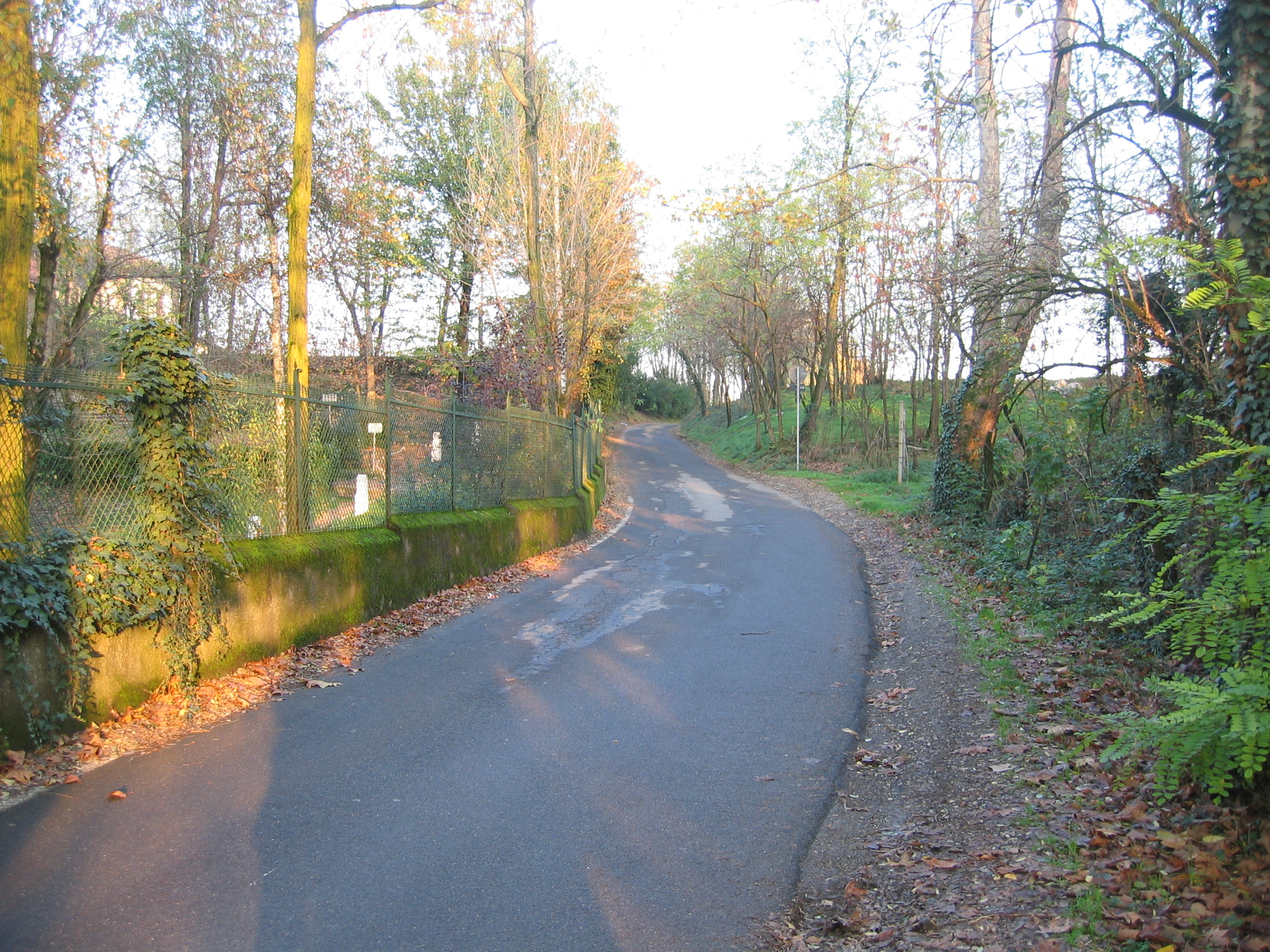
La discesa a fianco della chiesetta

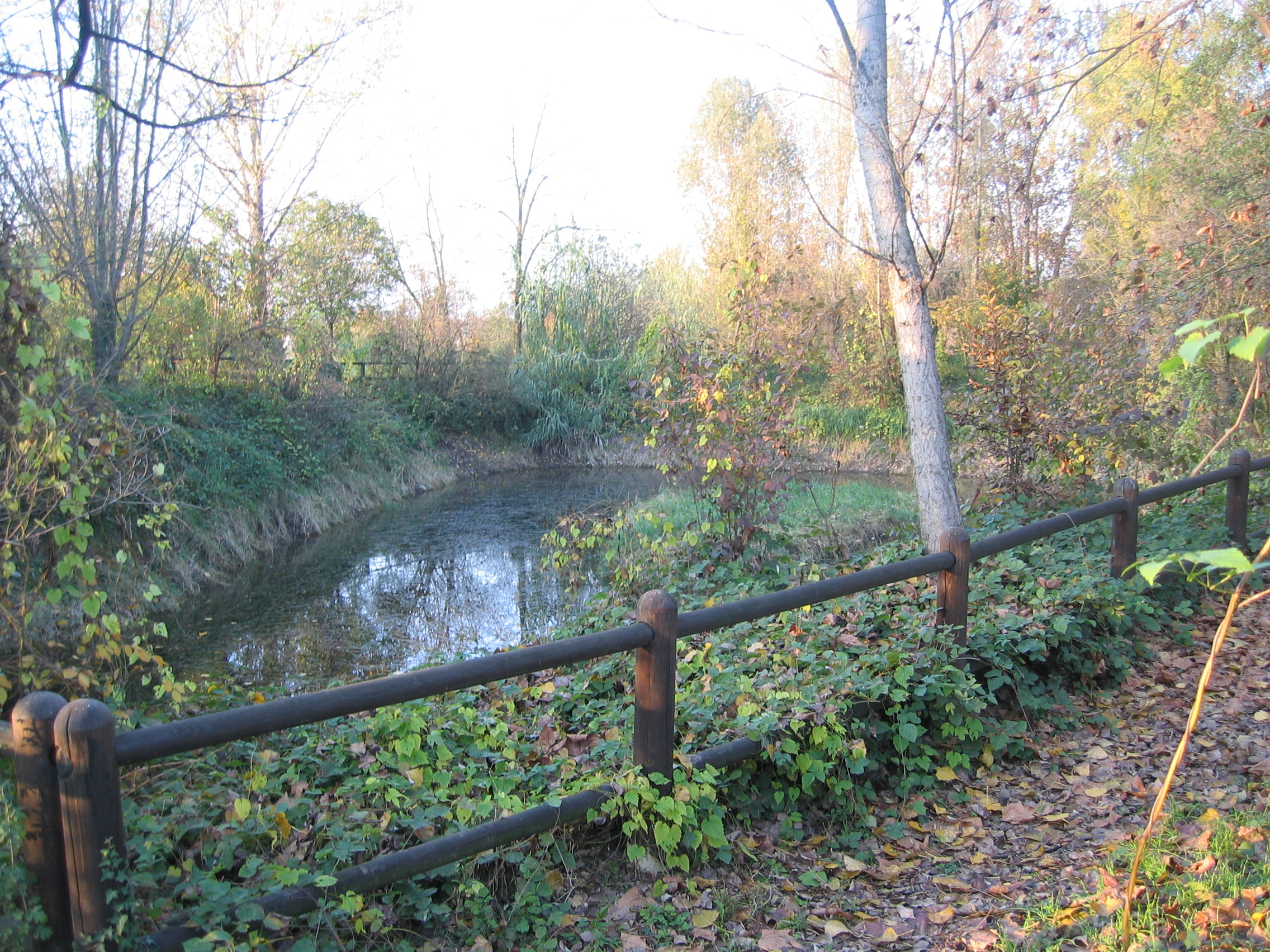
Il fontanile del Roccolo

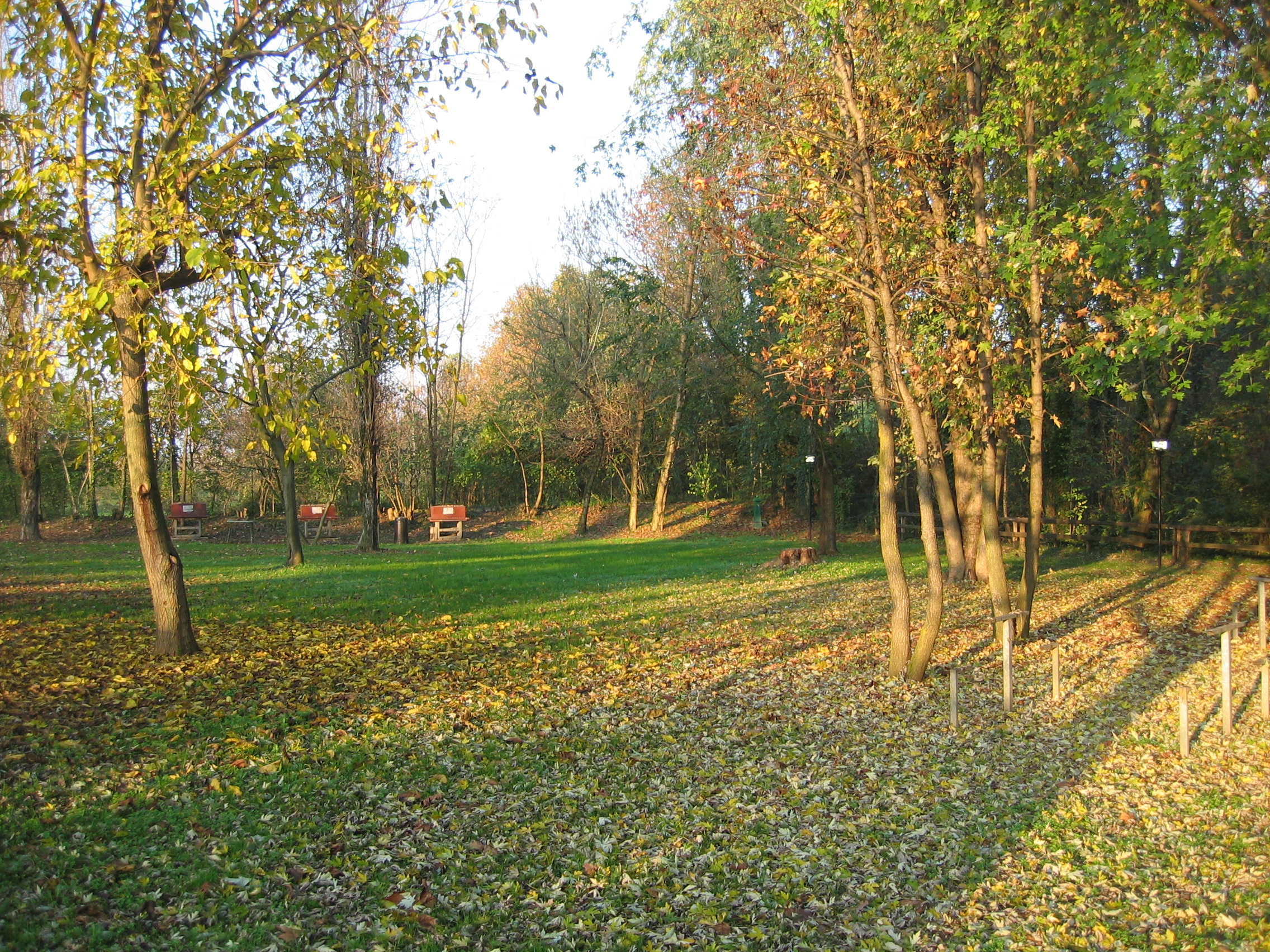
L'area verde attrezzata del Roccolo

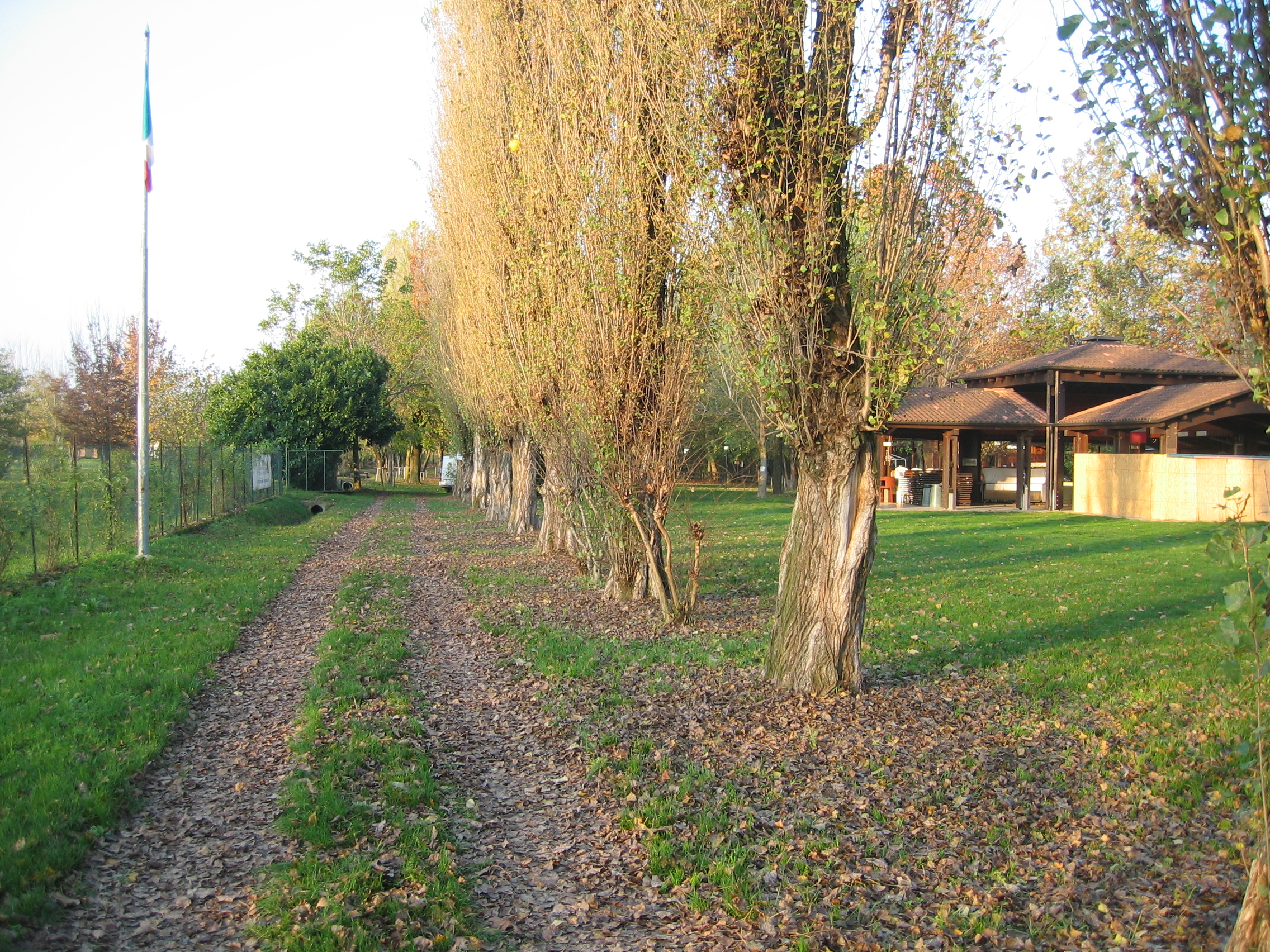
La fila di alberi all'ingresso del Roccolo

- Acacia julibrissin
- Acero campestre
- Acero negundo
- Acero saccarino
- Betulla
- Faggio
- Farnia
- Gelso bianco
- Gelso nero
- Lauroceraso
- Nocciolo
- Noce
- Olmo Campestre
- Ontano nero
- Orniello
- Pioppo cipressino
- Pioppo nero
- Platano
- Quercia rossa
- Robinia
- Salice
- Salicone
- Sambuco
- Tiglio

### Piante piantumate nel 1996
Le piante più recenti del parco, piantumate nel 1996, e quindi di dimensioni ancora ridotte data la loro giovane età, abbiamo:
- Acacia julibrissin
- Acero campestre
- Acero riccio
- Acero di monte
- Ailanto
- Bagolaro
- Biancospino
- Caco
- Castagno
- Ciliegio selvatico
- Corniolo
- Faggio
- Farnia
- Fico
- Frassino
- Gelso bianco
- Gelso nero
- Melo
- Nocciolo
- Noce
- Olmo Campestre
- Ontano nero
- Pado
- Pioppo bianco
- Pioppo nero
- Platano
- Rovere
- Salice
- Salicone
- Sambuco
- Sorbo degli uccellatori
- Tiglio

### Arbusti piantumati nel 1996
Tra gli arbusti piantumati nel 1996, abbiamo:
- Berretta da prete
- Crespino
- Frangola
- Lantana
- Lavanda
- Ligustro
- Palla di neve
- Prugnolo
- Pungitopo
- Rosa selvatica

## Fauna
Il fontanile del Roccolo è una riserva unica di biodiversità rispetto all'ambiente circostante e attrae perciò numerose specie di animali tra i quali abbiamo anche alcune specie di crostacei, molluschi, e di anellidi.
Il gruppo più numeroso è quello degli insetti che annovera anche coleotteri dato che da adulti conducono una vita strettamente acquatica, sulla superficie dell'acqua si possono trovare inoltre gli eterotteri che con le loro zampe possono pattinare sull'acqua. Vi sono inoltre numerose larve tra le quali quelle di tricotteri.
Per quanto riguarda i vertebrati non essendoci i pesci secondo studi effettuati nel territorio circostante il roccolo si è evidenziata la presenza di tritoni crestati, tritoni punteggiati, rane verdi, rospi smeraldini e raganelle.
Nessuna di queste specie di anfibi presente nel Roccolo è ritenuta a rischio.
Tra le principali specie presenti nel parco abbiamo:
- Tritone Crestato
- Raganella
- Rospo smeraldino
- Rana Verde
- Lucertola Muraiola
- Biacco
- Biscia dal collare
- Nitticora
- Airone Cinerino
- Fagiano
- Gallinella d'Acqua
- Tortora dal collare
- Allodola

- Ballerina bianca
- Scricciolo
- Pettirosso
- Usignolo
- Cinciallegra
- Verzellino
- Cardellino
- Riccio europeo occidentale
- Crocidura minore
- Talpa europea
- Arvicola del savi
- Topo selvatico
- Donnola

## Punti d'interesse e strutture
Il parco ospita un porticato in legno, numerosi tavoli e panchine e un'area attrezzata con giochi per bambini.
L'edificio più importante resta tuttavia la chiesetta dei Trevigliesi e dedicata alla Madonna degli Alpini, che risulta essere la chiesa più piccola di Treviglio. La chiesa fu costruita agli inizi del novecento, dopo il rinvenimento di un ramo a forma di croce sul luogo che già era denominato roccolo prima della creazione del parco.